# 好運刻辭

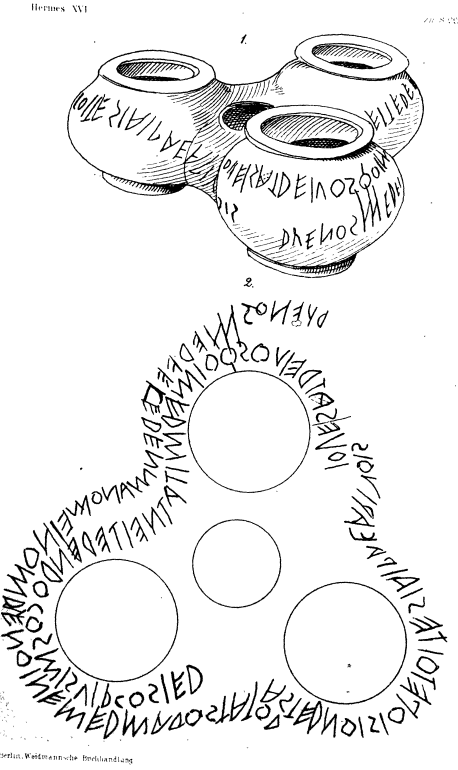
好運刻辭，由海因裏希·德雷澤爾臨摹的圖片。

好運刻辭是已知的世界上出土的最早拉丁文本之一，見於一個西元前六世紀的三聯陶瓶上。該陶瓶於1880年由海因裏希·德雷澤爾在羅馬七丘之一的奎利那雷山上發現，現存於德國柏林國立美術館。
銘文為從右向左書寫，共有三句，並且單詞之間沒有空格。加上本身作為古拉丁語以及個別字母模糊不清，使得學者們尚未能夠給出可以被歷史學家接受的，關於好運刻辭的準確翻譯。
好運刻辭的內容如下：
a. 原文

b. 猜測的標記長音以及斷詞之後的古拉丁語

c. 根據原文作的古典拉丁語翻譯

d. 由上作出的漢譯
第一行：
a. IOVESATDEIVOSQOIMEDMITATNEITEDENDOCOSMISVIRCOSIED

b. iouesāt deivos qoi mēd mitāt, nei tēd endō cosmis vircō siēd
 
c. Iurat deos qui me mittit, ni in te (= erga te) comis virgo sit 

d. 我以神的名義發誓，請相信我的承諾：如果女孩子不喜歡你；
第二行：
a. ASTEDNOISIOPETOITESIAIPACARIVOIS

b. as(t) tēd noisi o(p)petoit esiāi pācā riuois

c. at te (...) paca rivis

d. 那麼請向她獻上這馥鬱瓊漿；
第三行：
a. DVENOSMEDFECEDENMANOMEINOMDVENOINEMEDMALOSTATOD

b. duenos mēd fēced en mānōm einom duenōi nē mēd malo(s) statōd

c. Bonus me fecit in manom einom bono, ne me malus (tollito, clepito)

d. 美好的事情就會發生在你和我的身上。